# James Victor Gbeho
James Victor Gbeho (Keta, Ghana, 12 de enero de 1935) es un destacado abogado y diplomático ghanés, actual presidente de la Comunidad Económica de Estados de África Occidental (ECOWAS) Cargo que se ha desempeñado desde 2010, tras ser elegido de manera unánime en 37.ª Cumbre de la Autoridad de Jefes de Estado y Gobierno de los 15 Estados miembros. Fue el ministro de Asuntos Exteriores de su país de 1997 hasta el 2001, en la presidencia del entonces Jerry Rawlings, y fue parlamentario por la circunscripción de Anlo de enero de 2001 hasta enero del 2005. Posteriormente fue asesor de política exterior, durante el gobierno de John Atta Mills.
Antes de su jubilación como político y diplomático, Gbeho trabajó en la Ghana Extranjera y en los Servicios de la Commonwealth y usó varias de sus capacidades en las misiones diplomáticas de Ghana en el extranjero. Entre sus misiones diplomáticas fueron en China, India, Nigeria, Alemania, Reino Unido y Suiza.
Gbeho fue Alto Comisionado Adjunto al Tribunal de St. James (Reino Unido) de 1972 hasta 1976, Embajador y representante Permanente de Ghana en las cámaras europeas de las Naciones Unidas en Ginebra (1978–1980), con acreditación concurrente a UNIDO en Viena, Austria, y fue Representante Permanente de Ghana de las Naciones Unidas en Nueva York de 1980 hasta 1990, al mismo tiempo acreditado en Cuba, Jamaica, y en Trinidad y Tobago. En julio de 1994, el secretario general de ONU lo nombró como representante Especial a Somalia. En septiembre de 1995 Jerry Rawlings, como presidente de ECOWAS, nombró a Gbeho, Representante Especial de ECOWAS para Liberia.
Es el hijo de Philip Gbeho, compositor del himno nacional de Ghana, y el tío de periodista Komla Dumor.